# Балтени (Арђеш)
Балтени (рум. Bălteni) насеље је у Румунији у округу Арђеш у општини Тигвени. Oпштина се налази на надморској висини од 403 m.

## Становништво
Према подацима из 2002. године у насељу је живело 258 становника, од којих су сви румунске националности.